# 華威酒店

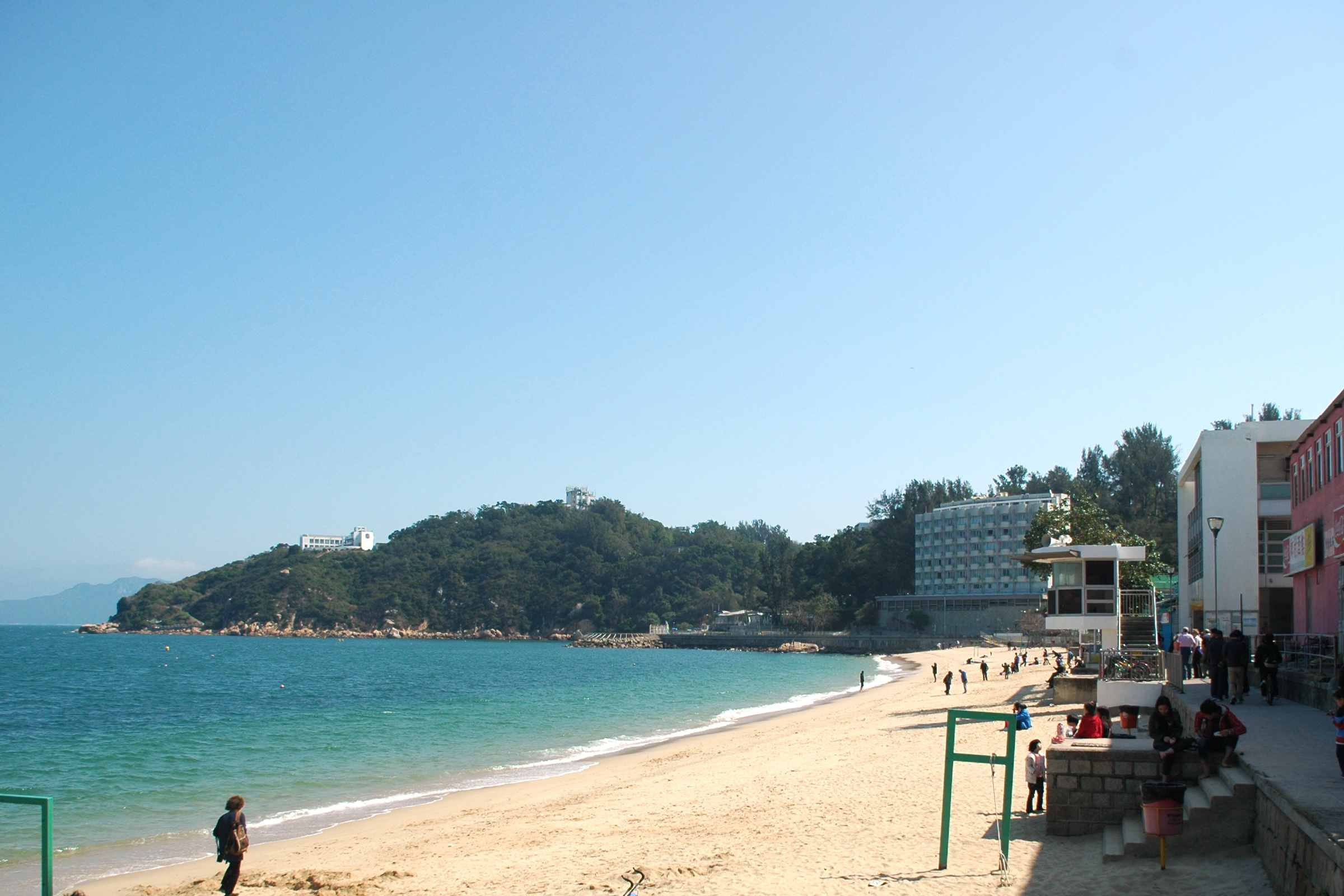
從東灣向東南面眺望華威酒店

華威酒店（英語：Warwick Hotel），或稱長洲華威酒店（Warwick Hotel Cheung Chau），是香港新界離島區一所三星級酒店，位於長洲東灣，於1980年開幕，是長洲島上唯一一座酒店。酒店毗鄰海灘、長洲醫院、直昇機場及長洲運動場等。

## 房間
華威酒店共有68個酒店房間，其中約八成房間享有東灣海景，少量房間面向山景。海景客房面積為25平方米（248平方呎）。山景客房面積約為23平方米（198平方呎）。大部分海景客房間均設有露台，可享180°海景。另外，酒店亦有三人間及套房。三人間面積約30平方米（297平方呎），而套房面積達50平方米（495平方呎）。

## 酒店設施
華威酒店設有餐廳、游泳池、及燒烤場等設施。由於長洲除了緊急車輛及安老院車輛外，不允許亦沒有其他汽車在島上行駛，故此華威酒店亦沒有設置停車場。

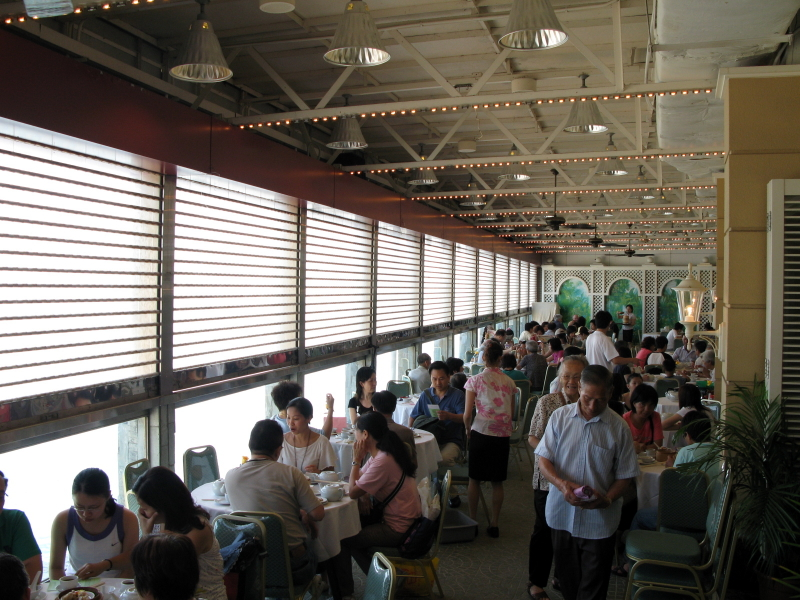
餐廳
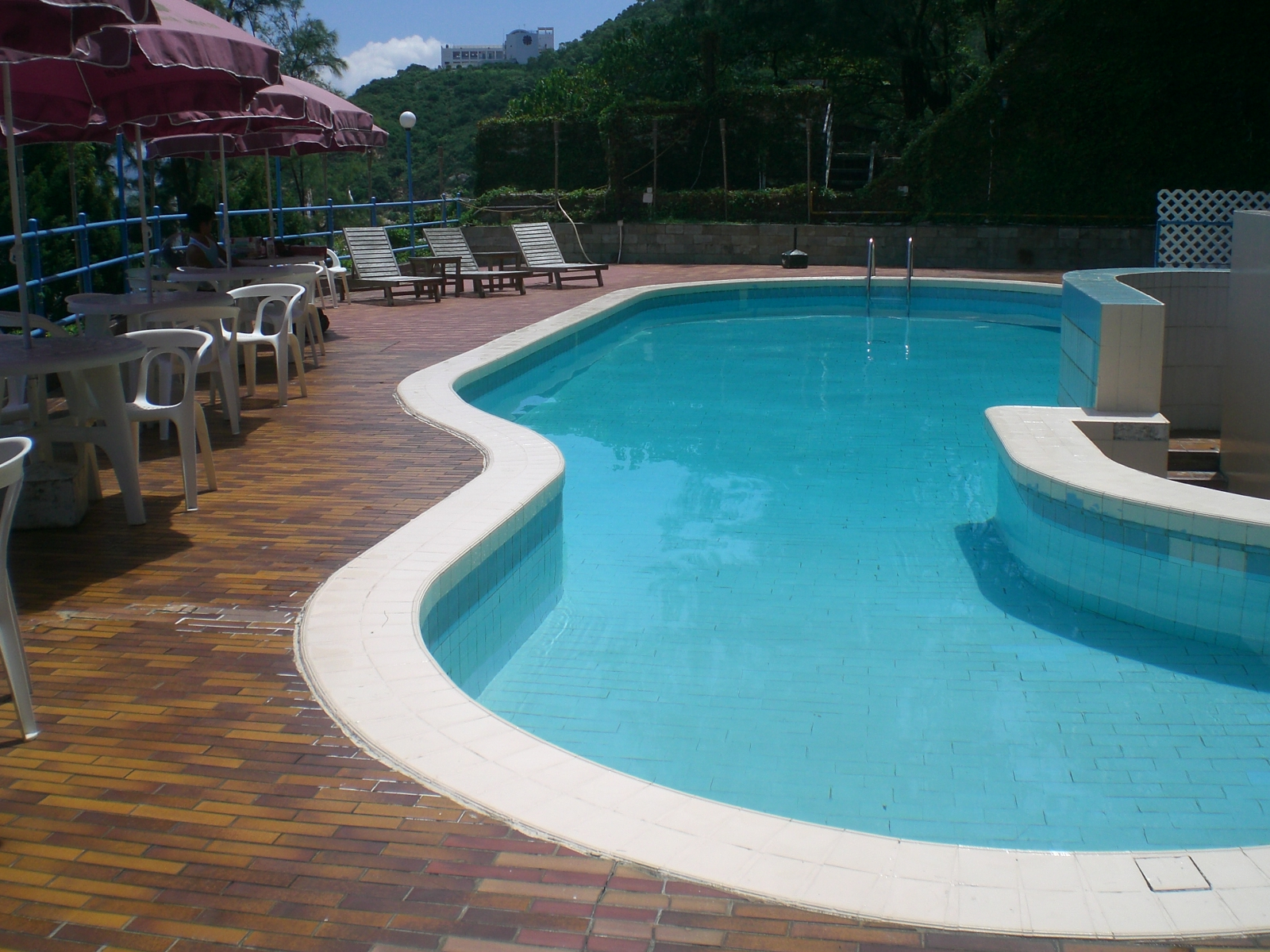
露天泳池

## 交通
- 遊艇
- 直昇機機場
- 街渡
- 電動機車
- 長洲渡輪碼頭：新渡輪
- 長洲公眾碼頭：翠盈船務（Maris Ferry）

## 參看
- 香港酒店列表

## 外部連結
- 長洲華威酒店官方網站 （页面存档备份，存于）